# Kurt Herzog
Kurt Herzog (Quedlinburg, 27 marzo 1889 – Vorkuta, 8 maggio 1948) è stato un generale tedesco della Wehrmacht durante la seconda guerra mondiale.

## Biografia
Herzog iniziò la propria carriera militare nell'esercito imperiale tedesco il 30 marzo 1907 come alfiere del 78º reggimento d'artiglieria di stanza a Wurzen. Dal 1º ottobre 1907 al 28 giugno 1908 frequentò la scuola di guerra di Glogau e nel frattempo venne nominato cadetto dal 1º novembre 1907. Successivamente, il 14 agosto 1908, fu promosso tenente con un brevetto datato 14 febbraio 1907. Come tale, ottenne di poter frequentare dall'ottobre del 1909 alla fine di agosto del 1910 la Scuola di Equitazione Militare di Dresda e dall'ottobre 1911 alla fine di agosto 1913 l'Istituto di equitazione militare di Hannover.
Con lo scoppio della prima guerra mondiale, Herzog fu trasferito al dipartimento di riserva del suo reggimento e dopo tre settimane al 53º reggimento di artiglieria da campo dove fu inizialmente impiegato come aiutante del comandante. Con questo reggimento prese parte alla Prima battaglia di Ypres. A metà maggio del 1915, il tenente Herzog divenne capo della propria batteria d'artiglieria. In questo ruolo, ebbe modo di distinguersi durante la Seconda battaglia della Champagne, ricevendo la croce dell'Ordine di Sant'Enrico di Sassonia dal 17 marzo 1916. Dopo la battaglia della Somme  ed i successivi scontri nell'Artois e nello Champagne, Herzog, già promosso capitano dal novembre del 1916, venne trasferito sul fronte orientale. Da fine gennaio 1917 a fine aprile 1917 fu membro del comando superiore del 54º reggimento. Tornato al suo reggimento, ne fu vicecomandante. Dal 3 novembre 1917 al 19 settembre 1918 Herzog fu aiutante del comandante del 152º reggimento d'artiglieria e venne infine destinato allo stato maggiore della 24ª divisione di riserva.
Herzog rimase in servizio attivo sino alla fine della guerra il 3 gennaio 1919. Fu poi per breve tempo trasferito col suo reggimento regolare e, dopo la smobilitazione nel febbraio 1919, comandò il dipartimento centrale dello stato maggiore sassone del ministero degli affari militari della Sassonia. Da lì venne trasferito al dipartimento di diritto internazionale del ministero del Reichswehr il 22 settembre 1919. Nei mesi di maggio e giugno del 1921, Herzog fu assegnato al 7° dipartimento notizie ed al 19º reggimento di fanteria (bavarese) per un mese ciascuno. Dal 1º ottobre 1921 al 30 novembre 1923, Herzog fu capo di una batteria del 4º reggimento di artiglieria e poi di una del 3º reggimento di artiglieria di stanza Jüterbog. Herzog divenne quindi insegnante alla scuola di fanteria di Dresda dove rimase sino al 31 marzo 1932, venendo nel frattempo promosso maggiore dal 1º aprile 1929. Tornò quindi a Jüterbog e divenne il comandante del 3º battaglione del 3º reggimento di artiglieria. Il 1º settembre 1933 divenne tenente colonnello. Con la prima espansione del Reichswehr il 1º ottobre 1934, Herzog ottenne il comando del 31º reggimento d'artiglieria di stanza ad Halberstadt. Come colonnello (dal 1º luglio 1935) il 1º marzo 1938 venne nominato comandante della 1ª divisione di fanteria di stanza a Insterburg.
Poco prima dell'inizio della seconda guerra mondiale, Herzog ricevette il comando delle truppe della 1ª divisione di fanteria col grado di maggiore generale. Col proseguire della guerra, Herzog divenne comandante della 291ª divisione di fanteria dal 5 febbraio al 10 giugno 1942. Promosso al grado di General der Artillerie dal 1º luglio 1942, venne nominato comandante del XXXVIII. Armee Corps col quale prese parte ai combattimenti nel bacino di Curlandia ove cadde prigioniero dei sovietici dopo la resa incondizionata della Wehrmacht l'8 maggio 1945. Morì tre anni dopo nel gulag di Vorkuta.